# Nader Khalili
Nader Khalili ( persan : نادر خلیلی ), né le 22 février 1936 à Téhéran et mort le 5 mars 2008 à Los Angeles, est un architecte américain d'origine iranienne. Il est principalement connu pour ses conceptions de structures inventives qui incorporent une gamme de matériaux de construction atypiques visant à fournir des abris dans les pays en développement et dans des contextes de crise.

## Biographie
Khalili reçoit sa formation en philosophie et en architecture en Iran, en Turquie et aux États-Unis. En 1970, il obtient une licence de l'État de Californie et exerce la profession d'architecte aux États-Unis et ailleurs dans le monde. Khalili s'est fait connaître par l'application du système Geltaftan Earth-and-Fire, connu sous le nom de "Ceramic Houses" (en), et par la technique de construction Earthbag appelée "Super Adobe". Ses conceptions s'inspirent fortement de celles des maisons arides traditionnelles en Iran, son pays natal. Il a participé en 1975 au projet Earth Architecture and Third World Development et a été conseiller en architecture de terre auprès des Nations unies.
En 1984, il développe son système Super Adobe, en réponse à un appel de la NASA pour la conception d'établissements humains sur la Lune et sur Mars. Le projet garde un caractère totalement théorique jusqu'à la Guerre Iran-Irak, au cours de laquelle des réfugiés sont envoyés en Iran. C'est alors que Khalili s' associe au Programme des Nations Unies pour le développement (PNUD) et au Haut Commissariat des Nations Unies pour les réfugiés (HCR) et met ses recherches au service des abris d'urgence.
En 1991, il fonde le California Institute of Earth Art and Architecture (Cal-Earth), où il enseigne sa technique de construction Super Adobe. Bien que le travail de Khalili ait reçu un soutien mitigé dans son pays natal, sans doute en raison des paradigmes sociaux et des troubles politiques[réf. souhaitée], il fait figure de précurseur aux États-Unis dans le domaine de l'architecture éthique, où les besoins des sans-abris occupent une place prépondérante.[réf. souhaitée]

## Distinctions
En 1984, Khalili reçoit le prix " Excellence in Technology " du California Council of the American Institute of Architects (CCAIA) pour son système novateur de maison en céramique. En 1987, il obtient des Nations unies un certificat de reconnaissance spéciale à l'occasion de l'Année internationale du logement pour les sans-abris et du ministère américain du logement et du développement urbain (HUD) pour son projet "Logement pour les sans-abri" : Recherche et éducation". En 2004, Khalili remporte le prix Aga Khan d'architecture pour les abris en sacs de sable construits en Super Adobe.

## Publications
Nader Khalili a écrit des livres sur sa philosophie et ses techniques architecturales. Il a également traduit des poèmes de Rûmî, le poète persan du XIIIe siècle qu'il cite comme étant une source d'inspiration pour ses créations architecturales.
- (en) Racing Alone: A Visionary Architect's Quest for Houses Made with Earth and Fire, New York, Harper & Row, 1983, 241 p.
- (en) Ceramic Houses: How to Build Your Own, New York, Harper & Row, 1986, 221 p.
- Rumi, Fountain of Fire, Cork, BookBaby, 1994, 185 p.  (ISBN 9781624889837).
- (en) Rumi, dancing the flame : a celebration of life and love, Hesperia, Cal-Earth Press, 2001, 255 p.  (ISBN 9781889625041).
- (en) Sidewalks on the Moon: The Journey of a Mystic Architect Through Tradition, Technology, and Transformation, Hesperia, Cal-Earth Press, 2002, 327 p.  (ISBN 9781889625027).
- (en) The spiritual poems of Rumi, New York, Wellfleet Press, 2018, 127 p.  (ISBN 9781577151678).

## Galerie photo

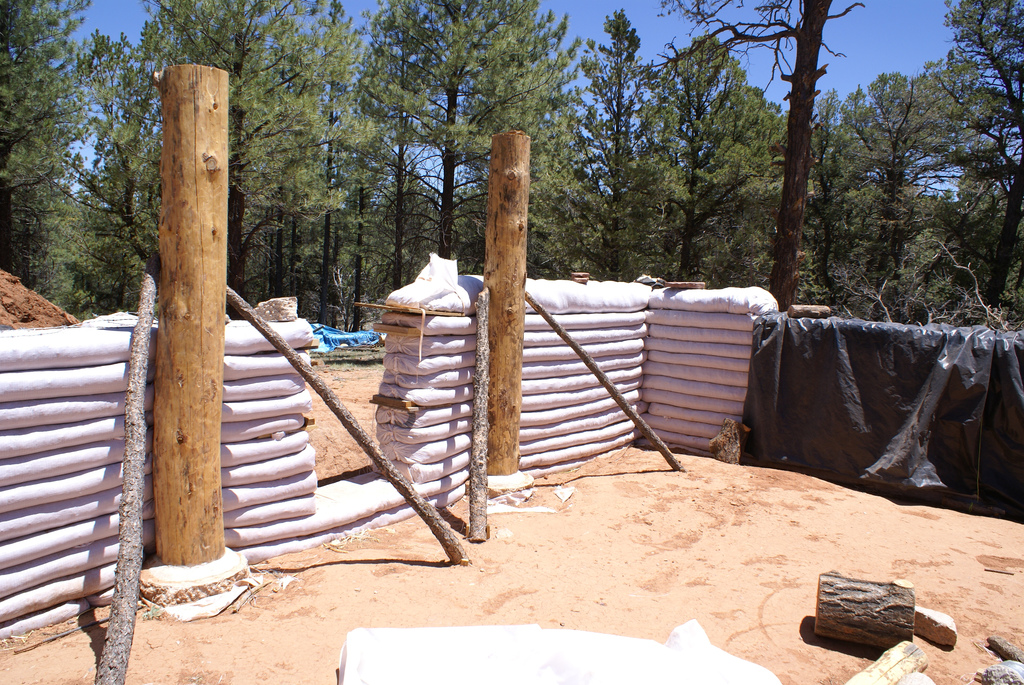
Construction superadobe
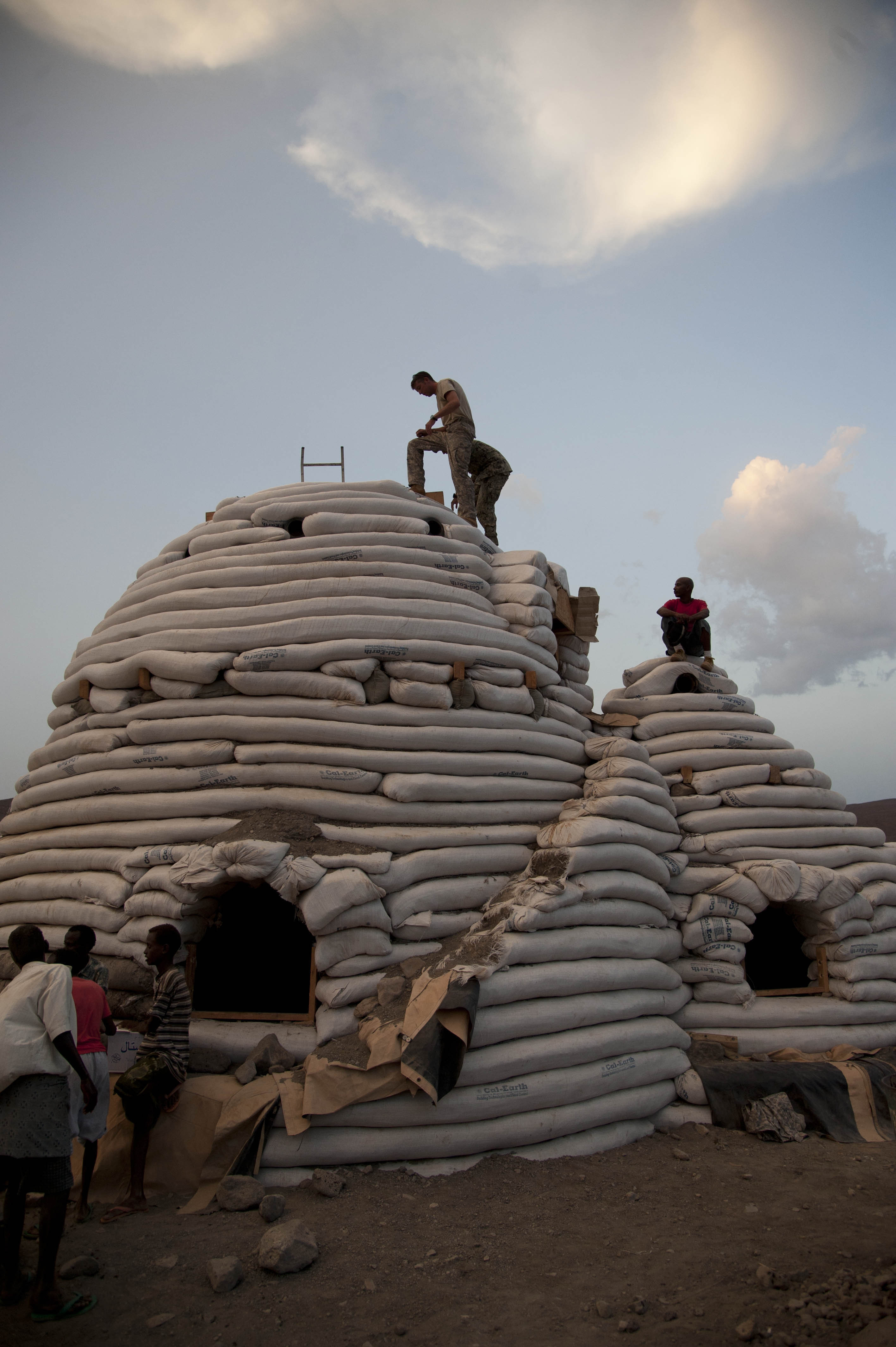
Eco-Dome [5] abri de sacs de sable en construction à Djibouti, mai 2012